# Sandra Ochoa
Sandra Ochoa (1957, Puerto Cortés - 29 de noviembre de 2015, Boston) fue una actriz hondureña conocida por protagonizar la película ¿Quién paga la cuenta?.

## Biografía y carrera
Nació en Puerto Cortés pero creció y vivió toda su vida en San Pedro Sula. Se interesó en la alta costura y el arte, trabajó durante muchos años en la ventanilla de pólizas de la Dirección Ejecutiva de Ingresos (DEI), pero su carrera en el cine inició cuando el profesor Ismael Bevilacqua de la Universidad de San Pedro Sula le ayudó a conseguir entrar al casting de ¿Quién paga la cuenta?. Ochoa interpretó al personaje Dora, protagonista de la película, lo que la hizo ganar popularidad entre los hondureños. El 12 de diciembre de 2013, Ochoa fue al Instituto Hondureño de Seguridad Social para atender lo que pensó que era una tos, su estado empeoró y se le realizaron exámenes, se le diagnosticó un tumor canceroso en el centro del cuerpo, entre los pulmones y el corazón. El 29 de noviembre de 2015, Ochoa falleció en un hospital en Boston, Estados Unidos, mientras se trataba su cáncer.

## Filmografía

### Cine
| Año  | Película               | Papel |
| 2013 | ¿Quién paga la cuenta? | Dora  |